# إدوارد ماكنالي
إدوارد ماكنالي هو سياسي أمريكي، ولد في 2 يناير 1900 في بيتسبرغ في الولايات المتحدة، وتوفي بنفس المكان في 21 نوفمبر 1968. نشط حزبياً في الحزب الديمقراطي. وقد انتخب عضو مجلس نواب بنسيلفانيا ‏.